# 燦實也多福
《燦實也多福》（韓語：찬실는 복도 많지），是一部於2019年首度上映的韩国奇幻爱情电影，2020年3月5日起在韓國影院上映。 該電影由姜末今、尹汝貞、金永敏、尹承雅等人主演。姜末今凭借《灿实也多福》獲得青龙电影奖最佳新人奖。